# AAM-2

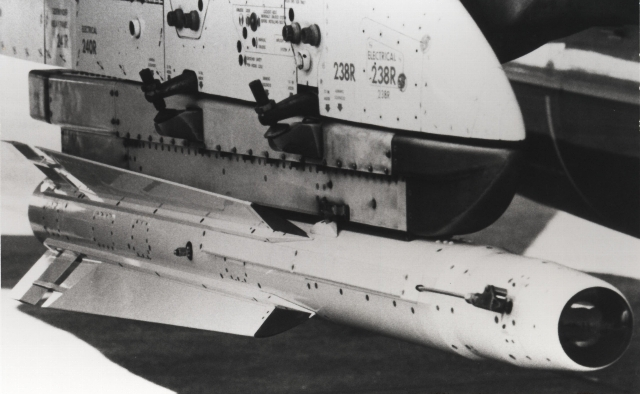

AAM-2는 일본이 개발한 공대공 미사일이다. 항공자위대가 사용하려고 했지만, 정식 사용되지는 못 하고 "환상의 미사일"이 되었다.

## 개발
항공자위대가 필요로 했던 미국 휴즈 사의 AIM-4의 수출 허가가 나오지 않아, 급히, AIM-4D를 능가하는 AAM을 목표로, 1970년에 개발을 시작하였다.
외형 등은 AIM-4와 아주 비슷하다. 유도 방식으로는 AIM-4D처럼 적외선 유도 방식을 사용하며, 완성 단계까지 도달했지만, 미국이 AIM-4D의 수출을 허가하면서 가격면에서 밀려서, 항공자위대는 AIM-4D를 도입하고 1975년에 개발 중지되었다.